# Sepiola birostrata
Sepiola birostrata är en bläckfiskart som beskrevs av Sasaki 1918. Sepiola birostrata ingår i släktet Sepiola och familjen Sepiolidae. IUCN kategoriserar arten globalt som otillräckligt studerad. Inga underarter finns listade i Catalogue of Life.